# 모리 신이치
모리 신이치(일본어: 森 進一, 1947년 11월 18일 ~ )는 일본의 가수, 작곡가, 사회 복지 활동가다. 본명은 모리우치 카즈히로(森内一寛)다. 

## 생애
야마나시현 고후시에서 출생했고, 가고시마현에서 자랐다. 1965년, 후지 TV의 아마추어 참가가요 프로그램 <리듬가합전>에 출전하여 우승하며 얼굴을 알렸다. 1966년 <여자의 한숨>으로 데뷔하였다. 미성의 가수가 주류였던 당시 가요계에 '쉰 목소리'로 여심을 노래하여 신선한 충격을 주었다.
데뷔 3년째인 1968년 제19회 NHK 홍백가합전에 처음 출전한 이후로 2015년까지 48회 연속으로 출전하였다. 이 기록은 이츠키 히로시에 이어 2번째로 높은 연속 출전 기록이다.
여배우 오하라 레이코, 가수겸 배우 모리 마사코와 결혼했으나 모두 이혼했다. 모리 마사코 사이에 세 명의 아들을 두었으며, 장남은 록 밴드 ONE OK ROCK의 보컬 Taka(모리우치 타카히로), 삼남은 록 밴드 MY FIRST STORY의 보컬 Hiro(모리우치 히로키)로 활동하고 있다.
2021년 욱일장을 수상하였다.

## 같이 보기
- 가장 많은 음반을 판 음악가 목록